# David II de Iberia
David II (en georgiano: დავით II) (muerto en 937) fue un miembro de la dinastía Bagrátida de Tao-Klarjeti y rey de Iberia de 923 hasta su muerte.
El hijo mayor y sucesor de Adarnase IV de Iberia como rey de Iberia, el control de David estuvo limitado a los ducados de Queli-Javakheti, y al Tao inferior ya que las tierras de nucleares del interior de IBeria (Shida Kartli) estaban bajo control Abjasio. Pese a su título real y a diferencia de su padre, David no ostentó el tradicional título bizantino de curopalates que fue entregado por emperador al hermano más joven de David, Ashot II. Como resultado, la influencia y el prestigio de David eran eclipsados por los de su hermano. Como indica Constantino VII en De Administrando Imperio, David sólo tuvo el título de magistros que compartía con su pariente Gurgen II de Tao. Ambos Gurgen y David se oponían a la absorción por parte de Bizacio de la ciudad bagrátida de Artanuji , feudo del suegro de Gurgen, Ashot el astuto. Durante la disputa, David incluso arrestó al plenipotenciario bizantino, el patricio Constans, que fue despachado para nombrar magistros a Gurgen y llevar al hermano de David, Ashot para investirlo como curopalates.
David murió sin hijos, y fue sucedido por su hermano Sumbat I.